# Yunnan-Guizhouplateau

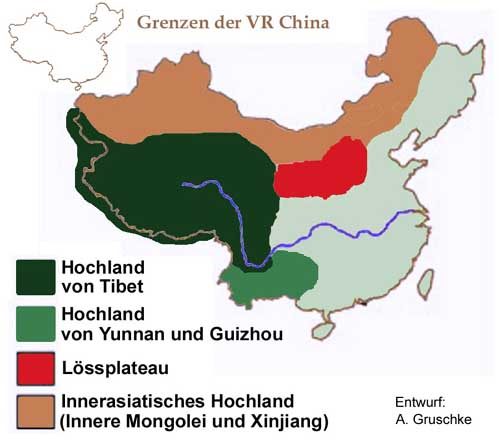
Het Yunnan-Guizhouplateau (lichtgroen) in het zuidwesten van China

Het Yunnan-Guizhouplateau (Chinees: 云贵高原, pinyin: yún-guì gāoyuán) of Nanzhaoplateau is een plateau in het zuidwesten van China. Het plateau vormt de overgang tussen de Hengduan Shan en het Tibetaans Plateau in het westen en het Zuid-Chinese heuvelland in het oosten. Het beslaat de oostelijke helft van de provincie Yunnan, de gehele provincie Guizhou en delen van de provincies Guangxi, Sichuan, Hunan en Hubei. 
Het Yunnan-Guizhouplateau ligt tussen de 2000 en 1000 meter hoogte. De hoogte neemt van het noordwesten naar het zuidoosten af. In het zuiden loopt het plateau door in het uiterste noorden van Vietnam en Laos. Als grens in het zuidoosten wordt de Ailao Shan genomen. Ten noorden van het kloofdal van de Yangtze gaat het plateau over in het nog hoger gelegen hoogland van het westen van Sichuan en oosten van Tibet.
Het plateau wordt doorsneden door de Hong He (Rode Rivier), Yangtze, Xi Jiang, en hun zijrivieren. Alleen de Xi Jiang en de Hong He ontspringen op het plateau, de Yangtze is afkomstig van het Tibetaans Plateau.

## Karstlandschap

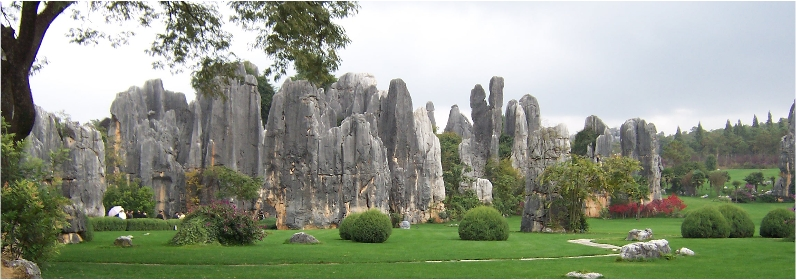
De "stenen wouden" van Shilin, Yunnan

De ondergrond bestaat op veel plaatsen uit kalksteen, waarin zich een karstlandschap gevormd heeft, met druipsteengrotten, ondergrondse rivieren en bizarre rotsformaties zoals de "stenen wouden" van Shilin. 